# Bogdan Oreščanin
Bogdan Oreščanin (Perna kod Vrginmosta, 27. listopada 1916. – 1978.), pravnik, diplomat, sudionik Narodnooslobodilačke borbe, general-pukovnik JNA u rezervi, društveno-politički radnik SFR Jugoslavije i SR Hrvatske i narodni heroj Jugoslavije.

## Životopis
Rođen je 27. listopada 1916. godine u selu Perna kod Vrginmosta. Obitelj mu se preselila u Zagreb, gde je završio osnovnu školu i Realnu gimnaziju. Nakon toga je upisao Pravni fakultet Zagrebačkog sveučilišta. Već u višim razredima gimnazije, Oreščanin se našao u krugu revolucionarnog omladinskog pokreta.

### Narodnooslobodilačka borba
Poslije fašističke okupacije Jugoslavije 1941., vratio se u rodno selo i sudjelovao u pripremama za oružani ustanak na Kordunu. Stupio je u prvu partizansku grupu i postao član Komunističke partije Jugoslavije. Ubrzo je bio postavljen za zapovjednika Prvog partizanskog odreda Perna. Potom je prešao u Stožer kordunaškog partizanskog odreda, gdje je bio operativni časnik. U ožujku 1942., bio je imenovan za zapovjednika Drugog kordunaškog partizanskog odreda. Od rujna je bio zapovjednik Pete hrvatske brigade, a od studenoga načelnik Stožera Prvog hrvatskog korpusa. Poslije toga je bio načelnik Operativnog odjela Glavnog stožera Hrvatske, a od svibnja 1944. zapovjednik Četvrtog hrvatskog korpusa NOVJ. Tih dana, dobio je čin general bojnika NOVJ.
Sudjelovao je u brojnim bitkama po Hrvatskoj, Bosni i Sloveniji. Bio je vijećnik ZAVNOH-a. Vrhovni zapovjednik Josip Broz Tito ga je, krajem 1944., premjestio ga je u Vrhovni štab NOVJ-a. Sudjelovao je u osnovianju prvog Glavnog stožera armije, gdje je više godina vršio razne visoke dužnosti.

### Poslijeratna karijera
Kao poznavatelj nekoliko svjetskih jezika, pripadao je prvoj generaciji vojnih i političkih diplomata socijalističke Jugoslavije. U godinama poslije prekida sa Sovjetskim Savezom, Oreščanin je kao general poslat za vojnog, zrakoplovnog i pomorskog atašea u Ujedinjeno Kraljevstvo. To se dogodilo 1952. godine, kada je FNRJ polagano uspostavljala političke, vojne i ekonomske odnose sa Zapadom.
Godine 1967. bio je predlagan za nasljednika Ivana Gošnjaka na mjestu Državnog sekretara za poslove narodne obrane SFRJ. Iako je prijedlog prošao sve konzultacije, Josip Broz Tito je u posljednjem trenutku odustao od Oreščaninovog postavljanja i dužnost je preuzeo Nikola Ljubičić.
Diplomatski posao ponovo je preuzeo 1970. godine, kada je bio predsjednik Odbora za narodnu obranu i član Vanjskopolitičkog odbora Savezne skupštine SFRJ. Iste godine, postao je izvanredni i opunomoćeni veleposlanik SFR Jugoslavije u Narodnoj Republici Kini. Time je Jugoslavija ponovo uspostavila odnose sa Kinom na razini veleposlanika. Uspio je ubrzati proces uspostavljanja dobrih i prijateljskih odnosa Jugoslavije sa Kinom, kao i razvijanja međupartijskih odnosa.
Istovremeno je bio i izvanredni i opunomoćeni veleposlanik SFR Jugoslavije u Sjevernom Vijetnamu tijekom  Vijetnamskog rata. Također je bio i prvi izvanredni i opunomoćeni veleposlanik Jugoslavije u Sjevernoj Koreji. Tijekom njegovog boravka uspostavljeni su državni i partijski odnosi između dvije zemlje. Istovremeno, Oreščanin je, kao delegirani predstavnik Jugoslavije u Pekingu, održavao veze sa predstavnicima Kampućije, princom Norodomom Sihanoukom i predstavnicima Crvenih Kmera u Pekingu i Kampućiji.
Njegov boravak na Dalekom istoku bio je završen 1973. godine. Iste godine, bio je postavljen za izvanrednog i opunomoćenog veleposlanika u Ujedinjenom Kraljevstvu. Poslije tri godine, krajem 1976. se vratio u Jugoslaviju. Bio je umirovljen u činu general-pukovnika JNA i postao je član Savjeta federacije. Tada se posvetio teorijskoj razradi nekih tema vojne i političke prirode, od kojih je nekoliko rukopisa ostalo nedovršeno zbog njegove nagle smrti.
Preminuo je 26. kolovoza 1978. godine u Beogradu. Sahranjen je u Aleji zaslužnih građana na Novom groblju u Beogradu.